# Agatanushi
Agatanushi (jap. 県主, historisch: 縣主) bezeichnete den Leiter (nushi) einer historischen Verwaltungseinheit (agata) im alten Japan sowie einen erblichen Standestitel (kabane).
Das genaue Wesen eines agata ist dabei ungeklärt: entweder waren es Landgüter, die direkt dem Kaiserhof unterstanden, untergeordnete Verwaltungseinheiten einer Provinz oder Vorläufer der historischen Bezirke (kōri). In China entsprach das Schriftzeichen der Verwaltungsebene eines Kreises (xiàn), der unter einer Kommandantur (jùn, welche mit demselben Schriftzeichen wie die kōri geschrieben wurde) und diese wiederum unter einer Provinz stand.
Das Kojiki erwähnt zusätzlich mit dem Shiki no ōagatanushi (志幾之大県主) und dem Taniwa no ōagatanushi (旦波之大県主), dessen Tochter Nebenfrau des Tennōs Kaika wurde, noch zwei Groß-Agatanushi.
Das Schriftzeichen der agata wurde bei der Einrichtung der heutigen Präfekturen Japans 1868 für diese wiederverwendet, wird allerdings ken gelesen. Auch besteht keine Kontinuität zwischen beiden Verwaltungseinheiten.